# Balzner Neujahrsblätter

Logo der Balzner Neujahrsblätter

Die Balzner Neujahrsblätter sind eine Zeitschrift, die jeweils zur Jahreswende vom Redaktionsteam „Balzner Neujahrsblätter“ herausgegeben wird. Im Mittelpunkt der Zeitschrift steht die Liechtensteinische Gemeinde Balzers. In ihren rund 60 – 80 Seiten berichtet die Zeitschrift über die Geschichte, Kultur, Wirtschaft, Natur und Gesellschaft des Ortes. Erstmals erschien die Zeitschrift „Balzner Neujahrsblätter“ zum Jahresbeginn 1995. Finanziert wird die Zeitschrift von Sponsoren, der öffentlichen Hand sowie den Abonnenten. Die Gemeinde Balzers nimmt eine grosse Anzahl der Exemplare zu einem kostendeckenden Preis ab und verschenkt sie an die Haushalte. Die Auflage betrug im Jahr 2011 um die 2500 Exemplare, ist steigend und reicht über die Gemeindegrenze und auch über die Landesgrenze Liechtensteins hinaus.

## Geschichte
Die Zeitschrift „Balzner Neujahrsblätter“ wurde von Hans Brunhart initiiert. Hans Brunhart hatte Germanistik studiert, war Anfang der 1970er Jahre Leiter der Liechtensteinischen Landesbibliothek wie auch des Landesarchivs. Als Politiker diente er von 1974 bis 1993 erst als Regierungschef-Stellvertreter, anschliessend als Regierungschef. Gegründet wurde die Zeitschrift „Balzner Neujahrsblätter“ von einer Gruppe Männer, zu denen nebst dem Initiator Hans Brunhart auch Georg Burgmeier, Elmar Bürzle und Anton Gstöhl gehören und die zugleich das Redaktionsteam bilden, das sich über all die Jahre stabil hält. Gleich nach der ersten Publikation stiess 1995 eine Frau ins Team:

„Erfreulicherweise konnten wir mit Frau Rita Vogt ein neues Mitglied gewinnen, das sich engagiert für unsere Sache einsetzt.“

Erstmals erschien die Zeitschrift „Balzner Neujahrsblätter“ zum Jahresbeginn 1995. Seitdem wird sie jeweils zur Jahreswende in Balzers publiziert. Die Idee für ein Neujahrsblatt lieferte die Schweiz, wo in zahlreichen Städten und Gemeinden ein Neujahrsblatt mit Beiträgen über lokale Gegebenheiten erscheint. Die „Balzner Neujahrsblätter“ orientieren sich an dieser Schweizer Tradition.
Zur ersten Ausgabe der „Balzner Neujahrsblätter“ berichteten die beiden Tageszeitungen Liechtensteins Positives: Das Liechtensteiner Volksblatt schrieb, dass mit der Erstausgabe ein vielversprechender Anfang gemacht wurde, und das Liechtensteiner Vaterland betitelte die „Balzner Neujahrsblätter“ als „vielfältige Jahresschrift“.
Finanziert wird die Zeitschrift durch die öffentliche Hand, Sponsoren und den Abonnenten. Zur unterstützenden öffentlichen Hand gehört vor allem die Gemeinde Balzers, die eine grosse Anzahl von Exemplaren abnimmt und diese zum Jahresbeginn als Geschenk der Gemeinde an die Haushalte verteilt. Durch ihren Beschluss, 1800 Exemplare zu einem kostendeckenden Preis abzunehmen, hat die Gemeinde Balzers die entscheidende Voraussetzung geschaffen, um die Herausgabe dieser Schrift zu ermöglichen.

„Dank der grossen Unterstützung durch die Gemeinde Balzers, die Liechtensteinische Landesbank und das Land Liechtensteins ist es auch finanziell gesichert.“

Die Reaktionen der Leserinnen und Leser fällt positiv aus, und die „Balzner Neujahrsblätter“ entsprechen einem Bedürfnis: Zum einen, weil die Erforschung der Balzner Dorfgeschichte vielfältig präsentiert wird, und zum anderen, weil den Balznern das Wahren und Fördern kultureller Werte etwas bedeutet – vor allem in der heutigen Zeit, in der die Welt immer mehr zusammenrückt. Die Zahl der Abonnenten steigt an, die Zeitschrift findet Interesse auch über die Gemeindegrenze hinaus. Sogar im Ausland lebende Liechtensteiner und Liechtensteinerinnen abonnieren die „Balzner Neujahrsblätter“.  Im Jahr 2011 betrug die Auflage um die 2500 Exemplare.

## Autorinnen und Autoren
Die Themen, über welche die „Balzner Neujahrsblätter“ berichten, wählt zum grossen Teil die Redaktion aus. Aber auch die Leserschaft bringt Ideen und Vorschläge an, die von der Redaktion aufgenommen werden. Nachdem die Themenauswahl getroffen wurde, fragt die Redaktion Persönlichkeiten der liechtensteinischen Geschichtsforschung für das Verfassen von Artikeln an. Für die Fachexperten aus dem Bereich Geschichtsforschung bietet eine Zeitschrift wie die „Balzner Neujahrsblätter“ eine Plattform an, um im kleineren Rahmen Forschungsergebnisse zu publizieren. Bereits für die erste Ausgabe im Jahr 1995 hat das Redaktionsteam eine ganze Reihe fachkundiger Experten gewinnen und mit der Zeit neue dazu gewinnen können.  Die Experten recherchieren über die unterschiedlichsten Themen, die mit der Gemeinde Balzers in Zusammenhang stehen, publizieren im Anschluss ihre verfassten Artikel exklusiv für die „Balzner Neujahrsblätter“.  Mit ihren Beiträgen spannen die Autorinnen und Autoren den Rahmen über die Gemeinde hinaus und verbinden Balzers mit der Nachbarschaft, sodass die Gemeinde nicht isoliert, sondern in einem Kontext erscheint.
Alle Autorinnen und Autoren recherchieren und arbeiten ehrenamtlich und ohne Honorierung.

## Inhalt und Konzept
Das Thema der „Balzner Neujahrsblätter“ ist die Gemeinde Balzers. Diese steht zwar im Mittelpunkt, wird aber in einen historischen, demographischen und kulturellen Zusammenhang eingebettet, weshalb die Themen auch über die Gemeindegrenze hinausreichen. Die Redaktion arbeitet eng mit kulturellen Einrichtungen und Vereinen zusammen. Balzers wird aus unterschiedlichen Perspektiven betrachtet: mit dem Blick von aussen, wie zum Beispiel aus der Perspektive eines ukrainischen Emigranten, der 1956 nach Balzers eingewandert war.  Ebenso werden Artikel mit dem Blick von Balzers nach aussen verfasst, wie es in der Regulierung der Landesgrenze zu Graubünden der Fall war, aber auch was für Balzner in Balzers selbst in den Fokus rückt, wie die Balzner Wirtshäuser, die im Spiegel der Verkehrsgeschichte erscheinen.
Balzers existiert und entwickelt sich im Kontext der Zeit, weshalb die Ortschaft aus verschiedenen Zeiten betrachtet und aus dem Blick in die Vergangenheit, auf die Gegenwart und in die Zukunft hin untersucht wird. Über den Wandel der balznerischen Lebenswelt im Laufe der Zeit gibt zum Beispiel der Artikel „Ein Dorf im Wandel“ bereits in der ersten Ausgabe ausführlich und mehrschichtig Auskunft.
In ihren rund 60 – 80 Seiten pro Ausgabe berichten die „Balzner Neujahrsblätter“ immer zur Jahreswende über die Geschichte, Kultur, Natur, Wirtschaft und Gesellschaft von Balzers aus unterschiedlichen Perspektiven. In jeder Ausgabe sind auch Artikel zum Thema Mundart enthalten, wie auch regelmässige Rubriken, zu denen die „Balzner Chronik“, „Vor 100 Jahren“ und „Unsere Verstorbenen“ gehören.

### Millenniumsausgabe
Für die Millenniumsausgabe hatte die Redaktion einen Querschnitt der Einwohner Balzers gebeten, unter dem Motto „Was ich über Balzers denke“ Artikel zu verfassen. Es wurden um die 60 Beiträge in den „Balzner Neujahrsblättern 2000“ publiziert, die von den Einwohnern selbst geschrieben wurden. Zu den Autorinnen und Autoren gehörten Frauen, Männer, junge und alte Menschen, Balzner wie auch aus Liechtenstein und dem Ausland in die Gemeinde Balzers Eingewanderte. Die Redaktion wollte von den Einwohnern wissen, was sie über Balzers denken, was deren persönliche Ansichten, Eindrücke, wie auch Wünsche in Bezug auf die Gemeinde wären. Mit ihren rund 60 Artikeln zum Thema unterschied sich die Millenniumsausgabe von den anderen „Balzner Neujahrsblätter“, bei denen sich der Inhalt um die  Geschichte, Lebensart, Nachbarschaft, Natur und Literatur dreht.

### Titelbild
In der Einleitung der Ausgabe 2006 schrieb das Redaktionsteam einen Wettbewerb aus und lud Leserinnen und Leser ein, sich mit Bildbeiträgen in die Publikationen der „Balzner Neujahrsblätter“ einzubringen. Für den Wettbewerb gab die Redaktion drei Themen vor: „Kapelle St. Peter“, „Mörderburg“ und „Waffenplatz St. Luzisteig“. Die Leserschaft wurde eingeladen, schwarz-weisse Fotografien zu den vorgegebenen Themen bei der Redaktion einzureichen. Diese Bilder wurden bei der Präsentation der „Neujahrsblätter 2007“ im Rahmen einer kleinen Ausstellung präsentiert. Das Siegerfoto von Marion Leal war als Titelseite der „Balzner Neujahrsblätter 2007“ abgedruckt. Die anderen rangierten Fotos erschienen als Illustrationen in der Zeitschrift. Seitdem schreibt das Redaktionsteam alljährlich einen Wettbewerb für das Titelbild der „Balzner Neujahrsblätter“ aus.